# Mesochorus basalis
Mesochorus basalis är en stekelart som beskrevs av Curtis 1833. Mesochorus basalis ingår i släktet Mesochorus och familjen brokparasitsteklar. Inga underarter finns listade i Catalogue of Life.